# Donja Crnuća
Donja Crnuća (cyr. Доња Црнућа) – wieś w Serbii, w okręgu morawickim, w gminie Gornji Milanovac. W 2011 roku liczyła 258 mieszkańców.